# 올림픽 토고 선수단
올림픽 토고 선수단은 토고 대표로 올림픽에 참가하는 선수단이다. 토고는 1972년부터 개최된 모든 하계 올림픽에 선수단을 파견했지만, 1976년과 1980년을 제외하고는 보이콧했으며, 벤저민 부크페티(Benjamin Boukpeti)가 K1 카약 회전 종목에서 동메달을 획득한 2008년 하계 올림픽에서 첫 올림픽 메달을 획득했다.
토고는 2014년 소치에서 동계 올림픽에 처음으로 데뷔했으며 두 명의 스키 선수를 출전시켰다. 크로스컨트리 스키 선수이자 토고 기수인 마틸데-아미비 페티장(Mathilde-Amivi Petitjean)은 토고에서 토고인 어머니에게서 태어나 프랑스에서 자랐으며, 알파인 스키 선수인 알레시아 아피 디폴(Alessia Afi Dipol)은 이탈리아 태생의 토고 시민이다.

## 종목별 메달 집계
| 종목 |   |   |   | 합계 |
| ---- | - | - | - | ---- |
| 카누 | 0 | 0 | 1 | 1    |

## 메달리스트 목록
| 메달   | 선수            | 대회          | 종목 | 세부종목        |
| ------ | --------------- | ------------- | ---- | --------------- |
| 동메달 | 벤자민 부크페티 | 2008년 베이징 | 카누 | 남자 슬라럼 K-1 |

## 같이 보기
- 동계 올림픽에 참가한 열대 국가